# Arnold Kemp
Arnold Kemp (* 1938) ist ein US-amerikanischer Autor.

## Leben
Der Afroamerikaner Arnold Kemp wuchs in Harlem auf und wurde zum Anhänger von Malcolm X und dessen Nation of Islam. Für bewaffneten Raub wurde er zu einer langen Freiheitsstrafe verurteilt. Im November 1960 lernte Kemp während eines Aufenthalts im New Yorker Gefängniskrankenhaus Bellevue Hospital den Autor Norman Mailer kennen, der dort wegen einer Messerattacke auf seine Frau einsaß. Kemp und Mailer freundeten sich an und blieben in Briefkontakt. Als Häftling im Hochsicherheitsgefängnis Sing Sing begann Kemp seinen ersten Roman zu schreiben. 1967 wurde er aus Sing Sing freigelassen. Danach besuchte er Harvard und erwarb dort dann einen M.A.
1972 veröffentlichte Kemp sein autobiographisch geprägtes Erstlingswerk unter dem Titel Eat of Me, I am the Savior. Nicholas Said, ein junger Prediger in der Nation of Islam, trennt sich von der Organisation und gründet seine eigene Gruppe, die Union of International Black Brotherhood. Doch Said wird während der Gründungsversammlung von zwei Männern ermordet. Saids Stellvertreter Yaquii Laster erschießt den einen Attentäter und legt aus Rache eine Bombe. Nach sieben Jahren Haft unter üblen Bedingungen wird Laster entlassen und nimmt die Neugründung seiner Black Brotherhood in Angriff. Bei einem Treffen mit 36 schwarzen Führern kommt es erneut zu einem Attentat, diesmal mit einer Sprengstoffexplosion. Laster überlebt und wendet sich nach einem religiösen Erweckungserlebnis vollends dem radikalen Islam zu.

“You are a victim of… of, let's see, we need a new word for it… How about: genopsycholinguisticide. Sure, why not: „first there was the word… and the word was nigger,“ and you became–nigger. And that, dear nigger, dear lost, blown-up bleeding, stumbling, raggedy nigger, that is genopsycholinguisticide. Now get to that! Nigger.”

„Du bist ein Opfer von… von, mal sehen, wir brauchen ein neues Wort dafür… Wie wär's mit: Völkerpsychosprachmord. Klar, warum nicht: „Am Anfang war das Wort… und das Wort war Nigger,“ und du wurdest–Nigger. Und das, lieber Nigger, in die Luft gesprengter, blutender, stolpernder, lumpiger Nigger, das ist Völkerpsychosprachmord. Jetzt begreif das! Nigger.“

Der Literaturkritiker und Englisch-Professor Roger Sale verglich Eat of Me, I am the Savior in seiner Buchbesprechung im New York Review of Books mit den beiden Neuerscheinungen The Confession of a Child of the Century von Thomas Rogers und End Zone von Don DeLillo. Alle drei Romane sind aus der Perspektive des Ich-Erzählers geschrieben, in Eat of Me… ist dies Yaquii Laster. Eine Gemeinsamkeit der drei Romane sei eine neue, laute Art der Ich-Erzählung, die mehr dem „Ausrufer bei einer Auktion“ ähnele als dem vorsichtigen und introspektiven Erkunder des eigenen Lebens. Der Zeitschrift Ebony war die Neuerscheinung nur eine Kurzmeldung wert, in der vor allem die Ähnlichkeit der Romanhandlung zum Aufstieg und Fall von Malcolm X und dessen Nation of Islam betont wurde. Die Rezensentin in Black World lobte den Schreibstil von Kemp, bemängelte aber die eindimensionale Darstellung des Hauptcharakters.

## Veröffentlichungen
- The Blue of Madness. In: Orde Coombs (Hrsg.): „What we must see: young Black storytellers: an anthology“. Dodd Mead, New York 1971, ISBN 0-396-06357-8. (Kurzgeschichte)
- Eat of Me, I am the Savior. William Morrow, New York 1972. (Roman)